# Libia Italiană
Libia Italiană a fost o colonie în Libia de Nord, care a aparținut Italiei. Libia Italiană a fost formată din coloniile Cirenaica și Tripolitania, care au fost luate de Italia de la Imperiul Otoman în 1912 după Războiul italo-turc din 1911 - 1912.

## Istorie
Istoria Libiei ca o colonie Italiană a început în 1911 și a fost caracterizată inițial de o luptă mare cu libienii musulmani nativi care a durat până în 1931. În această perioadă, guvernul italian a controlat doar zonele de coastă din colonie.
După cucerirea Libiei de la Imperiului Otoman, în războiul italo-turc din 1911-1912, o mare parte din perioada colonială timpurie a avut Italiei duc un război împotriva populației din subjugare Libiei. Otoman Turcia cedat controlul asupra Libiei în 1912 Tratatul de la Lausanne, dar rezistență acerbă de italieni au continuat din Senussi politico-religioase comandă, un grup puternic naționalistă de musulmani sunniți. Acest grup, în primul rând sub conducerea lui Omar Al Mukhtar și centrat în Munții Jebel Akhdar din Cirenaica, plumb mișcarea de rezistență împotriva Libiei de decontare Italiană în Libia. Forțele italiene în cadrul Pietro Badoglio generalii și Rodolfo Graziani purtată campanii de pacificare punitive care sa transformat în acte brutale și sângeroase de represiune. Liderii rezistență au fost executate sau au scăpat în exil.Migrația forțată a mai mult de 100.000 de oameni Cyrenaican sa încheiat în lagărele de concentrare Italiană. După două decenii Italiei predominat.
În anii 1930, politica de fascismul italian față de Libia au început să se schimbe, și atât Cyrenaica si Tripolitania, împreună cu Fezzan, au fuzionat în limba italiană Libia în 1934.